# بافيوليون (نيويورك)
بافيوليون (بالإنجليزية: Pavilion, New York)‏ هي بلدة أمريكية تقع في الولايات المتحدة في مقاطعة جينيسي. يقدر عدد سكانها بـ 2,495 نسمة ومساحتها 92.5 كم2 وترتفع عن سطح البحر 303 متر.